# 518 v.Chr.

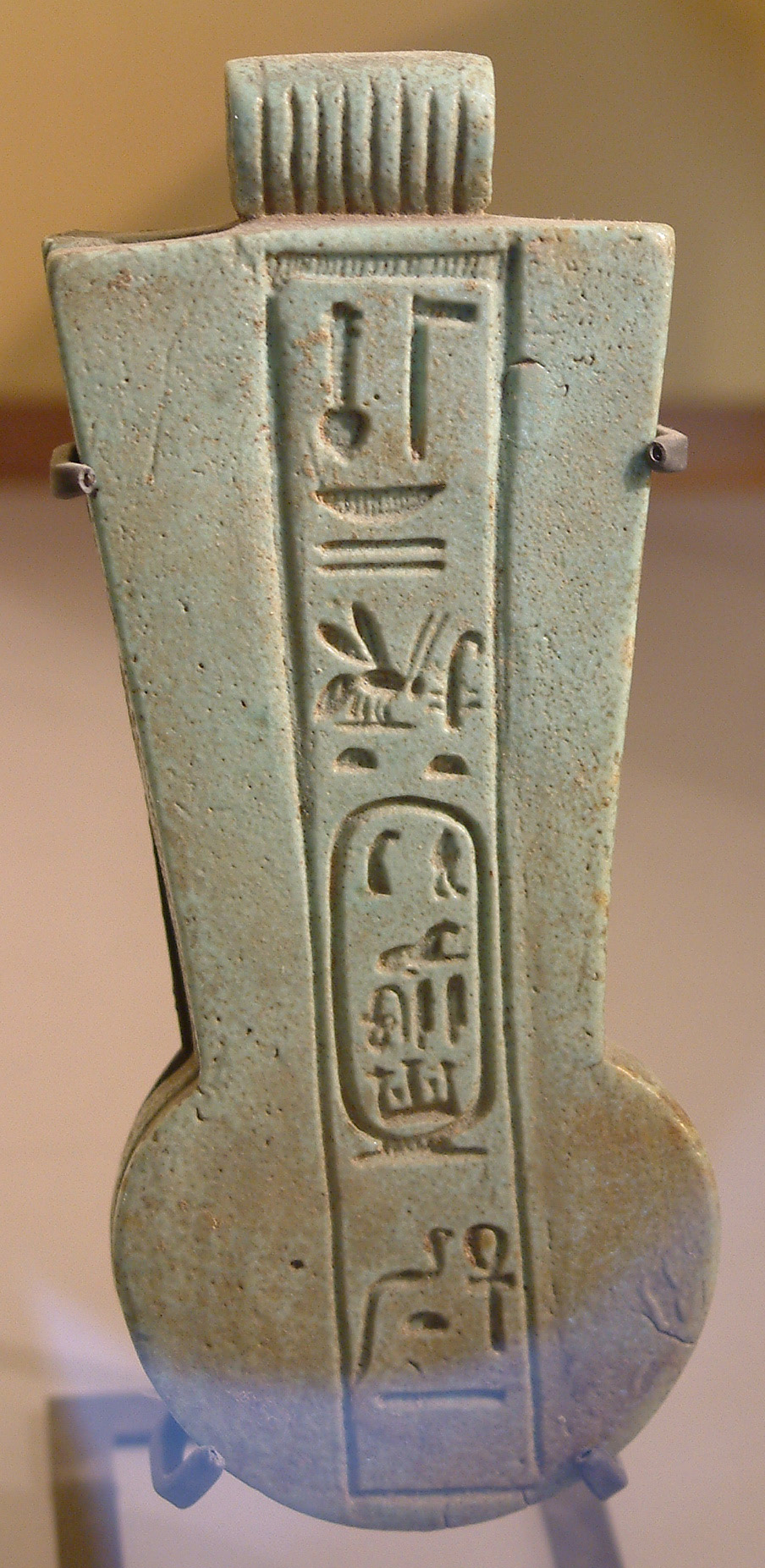
Hanger van farao Darius

Het jaar 518 v.Chr. is een jaartal in de 6e eeuw v.Chr. volgens de christelijke jaartelling.

## Gebeurtenissen

### Perzië
- Koning Darius I begint in Persepolis met de bouw van de apadana (audiëntiehal), uit respect reizen vele duizenden onderdanen naar de ceremoniële hoofdstad om de "Grote Koning" eer te bewijzen.

### Palestina
- In Jeruzalem verklaart Zacharia dat de God van Israël nu teruggekeerd is in zijn Huis en dat dat op zich voldoende is voor het welzijn van het volk. Hij geeft daarmee iedere gedachte aan rebellie op.

### Egypte
- Koning Darius I schrijft zijn satraap Aryandes in Opper-Egypte een brief waarin hij hem opdraagt alle wetten van het land tot jaar 44 van Amasis te bundelen. Hij wil de wetgeving in het rijk herstellen.

### Griekenland
- Hebron wordt benoemd tot archont van Athene.

## Geboren
- Pindar, Grieks dichter uit Boeotië